# 韋氏鋸眶鯻
韋氏鋸眶鯻為輻鰭魚綱鱸形目鱸亞目鯻科的其中一種，分布於大洋洲澳洲淡水底中層水域，為特有種，體長可達40公分，成魚棲息在水流緩慢且略為混濁的溪流，屬肉食性，以小魚、甲殼類、蠕蟲為食，可忍受高溫及微鹹水質（鹽度約10 ppt），繁殖期在夏季，成魚會守護卵，並搧動魚鰭堤公魚卵足夠的養，魚卵約30小時孵化。可作為遊釣魚。